# 亞基門基
50°56′36″N 33°41′16″E / 50.94333°N 33.68778°E
亞基門基（羅馬化：Yakymenky）是位於烏克蘭北部蘇梅州羅姆內區內德里海利夫市鎮的村莊。該村處於胡斯季河畔，分別距離涅列尼和格里尼夫卡1公里，海拔高度180米，2001年人口110。